# Монковниця
Монковниця (пол. Mąkownica, нім. Mohnau) — село в Польщі, у гміні Вітково Гнезненського повіту Великопольського воєводства.
Населення — 184 особи (2011).
У 1975-1998 роках село належало до Конінського воєводства.

## Демографія
Демографічна структура станом на 31 березня 2011 року:
|          | Загалом | Допрацездатний вік | Працездатний вік | Постпрацездатний вік |
| -------- | ------- | ------------------ | ---------------- | -------------------- |
| Чоловіки | 93      | 16                 | 72               | 5                    |
| Жінки    | 91      | 20                 | 61               | 10                   |
| Разом    | 184     | 36                 | 133              | 15                   |